# Steen Bolbroe
Steen Bolbroe (født 17. marts 1945) er en dansk erhvervsmand som grundlagde JostyKit i 1970. og Light-Tech i 1996. Steen er udlært radiomekaniker fra Philips i 1967.